# وضعیت جسمی و سلامتی مایکل جکسون
مایکل جکسون (زاده: ۷ شهریور ۱۳۳۷؛ درگذشت: ۴ تیر ۱۳۸۸) هنرمند، سرگرمی‌ساز و موسیقی‌دان اهل آمریکا بود. او از ۵ سالگی به صورت حرفه‌ای به صنعت موسیقی وارد شد و فعالیت‌هایش در صنعت موسیقی و تلاش‌های بسیارش در زمینه‌های حقوق بشر او را جزئی از فرهنگ عامهٔ مردم جهان کرده‌است. به گفتهٔ کتاب رکوردهای جهانی گینس، مایکل در زمان حیات‌اش «مشهورترین انسان زندهٔ جهان» بود. همچنین این کتاب در سال ۲۰۰۶ رکورد «موفق‌ترین هنرمند سرگرمی‌ساز جهان در طول تاریخ» را به نام مایکل ثبت کرده‌است.
مایکل محبوب‌ترین هنرمند جهان در طول تاریخ نیز می‌باشد.
از اواسط دههٔ ۸۰ میلادی (دههٔ ۶۰ خورشیدی) جکسون صنعت موسیقی، نمایش و سرگرمی را دست‌خوش تغییرات بنیادی و ساختارشکن کرد و باعث شد او به معروفیت و محبوبیت بسیاری برسد. اما تغییرات در چهره و جسم و رفتار او باعث به وجود آمدن جنجال‌ها و شایعات بسیاری شد.
از مهم‌ترین این شایعات تغییر رنگ پوست، بینی و چهره‌اش بود. رنگ پوست جکسون از اواسط دههٔ ۸۰ شروع به روشن شدن کرد و شکل بینی و چهره‌اش تغییر کرد. روشن شدن رنگ پوستش به‌خاطر بیماری برص (ویتیلیگو یا پیسی) بود که در آن رنگ‌دانه‌های پوست از بین رفته، بی‌رنگ شده و منجر به ایجاد لکه‌های سفید روی پوست و حساسیت به نور خورشید می‌شود برای معالجه این بیماری جکسون مجبور بود تا از لوازم آرایشی و کرم‌های تجویزی برای پوست استفاده کند. این آرایش‌ها باعث شد تا صورت او کمی به شکل زنان در آید که همین نیز باعث به وجود آمدن شایعاتی جدید شد.
جکسون و برخی از خواهران و برادرانش گفته‌اند که توسط پدرشان جو جکسون مورد آزار جسمی و روانی قرار گرفته‌اند. در سال ۲۰۰۳، جو اعتراف کرد که آنها را به قصد تربیت شلاق زده اما به‌طور جدی ادعاهای سوء استفاده را رد کرد. اعمال و گفتار خشونت‌آمیز پدر وی سبب شد تا جکسون از لحاظ روانی آسیب ببیند و حتی ممکن است این اعمال منجر به بروز مشکلات بعدی سلامتی در زندگی وی شده باشد. پزشکان احتمال داده‌اند که وی اختلال بدشکلی بدن داشته‌است.
برخی از همکاران و دوستان مایکل می‌گویند که جکسون تا سال ۱۹۹۰ (۳۲ سالگی مایکل) ۱۰ عمل جراحی انجام داده بود.
همچنین چند جراح زیبایی معتقد بودند که مایکل در اواسط دههٔ ۹۰ (۳۷ سالگی مایکل) چندین عمل زیبایی پیشانی، لب، گونه، بینی انجام داده‌است.
اما تمام این شایعات (به جز جراحی بینی) توسط خود جکسون و خانوادهٔ او رد شده‌است.

## بیماری پوستی، تغییرات چهره، آرایش صورت و رژیم غذایی

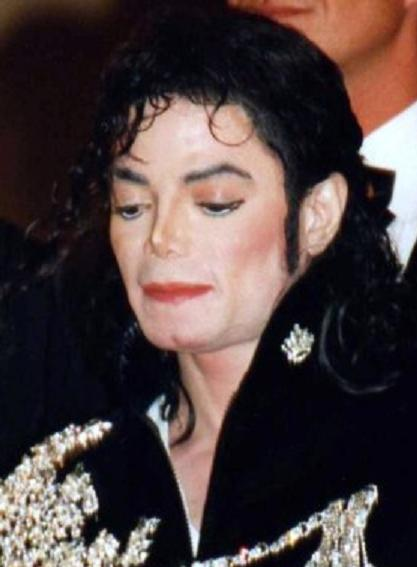
تغییرات چهره مایکل جکسون در سال ۱۹۹۷

پوست جکسون در دوران جوانی قهوه ای روشن بود، اما از اواسط دهه ۱۹۸۰رنگ پوست او به آهستگی کم رنگ‌تر شده و به سمت سفید رفت، این تغییر باعث گسترش شایعات گسترده رسانه‌ها از جمله گمانه زنی‌ها مبنی بر این شد که جکسون از رنگ پوست خود متنفر است و می‌خواهد پوست خود را سفید کند.
آرنولد کلین، متخصص پوست جکسون گفت که وی در سال ۱۹۸۳ مشاهده کرده، جکسون دارای ویتیلیگو است، وی همچنین بیماری لوپوس اریتماتوز دیسکوئید را در جکسون شناسایی کرد. بیماران ویتیلیگو در معرض خطر به بیماری انقباض ملانوما هستند و بررسی سالانه سرطان برای آنها توصیه می‌شود.
اثرات شدید ویتیلیگو بر روی بدن می‌تواند باعث پریشانی روانی شود، جکسون برای پوشاندن لکه‌های پوست ناشی از بیماری مجبور شد تا از لوازم آرایشی و احتمالاً کرم‌های تجویز کننده پوست استفاده کند همچنین جکسون این اختلال در پوست خود را با پوشیدن لباس‌های آستین بلند و شلوار بلند می‌پوشاند، به‌طور مثال در نماهنگ " زمان را به یاد آور " تمامی رقاصان و بازیگران به جز جکسون، نیمه برهنه و پوشیده با الگوی لباسی مانند مصریان باستان بودند.
علت ابتلا به ویتیلیگو ناشناخته است اما اعتقاد بر این است که این امر به دلیل استعداد ژنتیکی ناشی از یک عامل محیطی است به گونه ای که یک بیماری خود ایمنی ایجاد می‌شود.
تغییرات بدنی جکسون باعث گسترش گسترده شایعات توسط رسانه‌ها شد و انتقاد از طرف مردم را برانگیخت، جکسون همچنین با واکنش افراد اطراف خود روبرو شد. فیلمساز جان لاندیس که دو موزیک ویدئو را برای جکسون کارگردانی کرده‌است، گفت وقتی که جکسون قفسه سینه سفید شده خود را به او نشان داده، وی به جکسون گفته پزشکی که این کار را انجام داده یک جنایتکار است.
جکسون علناً اظهار داشت که به سیاه بودن خود افتخار می‌کند، وی همچنین در سال ۱۹۸۸ نامه ای به عکاس ویلیام پچی جونیور نوشت که در آن گفته: "شاید من از پشت عینک‌های گل رز به جهان نگاه کنم اما عاشق مردم در سراسر جهان هستم. به همین دلیل داستان‌های نژادپرستی واقعاً مرا آزار می‌دهد…
من معتقدم که تمامی مردم به طور برابر خلق شده اند!  
من معتقدم که تمامی مردم به طور برابر خلق شده اند     
این چیزی است که به من آموخته شده و من همیشه به آن باور دارم... فقط نمی‌توانم تصور کنم که چگونه یک شخص به دلیل رنگ پوست می‌تواند از دیگری متنفر باشد. من عاشق تمام نژاد ها بر روی کره زمین هستم، تعصب فرزند جهل و نادانی است، ما برهنه به دنیا می‌آییم و برهنه از دنیا می‌رویم. "
شایعات تغییر رنگ پوست جکسون از سال‌های ۱۹۸۵ آغاز شد اما جکسون تا سال ۱۹۹۳ (به مدت ۸ سال) دربارهٔ آن صحبتی نکرد. به همین دلیل این شایعه بسیار گسترش یافت. به گفتهٔ زندگی‌نامه‌نویس و خبرنگار، جی. رندی تارابورلی، مایکل جکسون از سال ۱۹۸۶ متوجهٔ بیماری‌اش شد، او به دو بیماری مبتلا بود. یکی پیسی و دیگری لوپوس منتشر بود. به گفتهٔ خود جکسون، بیماری او از سال ۱۹۷۹ آغاز شد و او اولین بار در سال ۱۹۸۳ و قبل از اجرای برنامهٔ موتاون ۲۵ متوجهٔ لکه‌ای سفید بر روی دست چپش شد. او برای این که کسی از بیماری‌اش مطلع نشود، یک عدد دست‌کش سفید رنگ پولک دوزی‌شده را طراحی کرد. این دست‌کش بعدها در بین مردم مـُد شد و به یکی از نمادهای مایکل جکسون بدل گشت.
در فوریهٔ سال ۱۹۹۳ میلادی و در سن ۳۴ سالگی، مایکل جکسون در برنامه‌ای ۹۰ دقیقه‌ای با اپرا وینفری در مزرعهٔ نِوِرلَند مصاحبه کرد. این مصاحبه که بعد از ۱۴ سال سکوت مایکل جکسون انجام می‌شد، با بیش از ۹۰ میلیون بینندهٔ آمریکایی، به ۴اُمین برنامهٔ پربینندهٔ غیر ورزشی تاریخ تلویزیون آمریکا در آن زمان تبدیل شد. این برنامه پربیننده‌ترین مصاحبهٔ جهان و همچنین پربیننده‌ترین برنامهٔ اپرا وینفری تا به امروز هست. جکسون در این برنامه برای اولین بار تمام شایعات از قبیل سفید کردن پوستش، عمل‌های جراحی متعدد و … را رد کرد و گفت که تنها دو عمل جراحی بر روی بینی‌اش انجام داده‌است. او تغییر رنگ پوست و چهره‌اش را به خاطر بیماری‌هایش، نورپردازی‌ها، رژیم‌های غذایی و تغییر سن خود دانست و گفت که به این خاطر مجبور است که از آرایش‌های غلیظ استفاده کند تا اثرات این بیماری پیدا نشود. (بعد از مرگ مایکل جکسون، مادرش، کاترین جکسون، در مصاحبه‌ای با اپرا وینفری شرکت کرد و انجام تمام این جراحی‌ها را توسط پسرش رد کرد اما گفت که او بیش از دو بار عمل جراحی بینی داشته‌است)
پس از پخش این مصاحبه، تحقیق‌ها و کنکاش‌های بسیاری از طرف مردم برای شناخت بیماری ویتیلیگو که تا آن زمان کاملاً ناشناخته بود انجام شد.
اما تبلیغ‌های بسیار رسانه‌ای مانع از تغییر باورهای مردم نسبت به این شایعات دربارهٔ مایکل جکسون شد تا اینکه پس از مرگش در سال ۲۰۰۹، و پس از کالبدشکافی بدن او توسط پزشکی قانونی لس‌آنجلس، این بیماری جکسون تأیید شد و مشخص گردید که در پوست او ملانوسیت‌ها (سلول‌هایی که در رنگدانه‌های پوستی فعال هستند) کاهش یافته یا وجود ندارد.
در گزارشی از کالبد شکافی جکسون «تغییر شکل کانونی پوست» با بیماری ویتیلیگو بیان شده‌است (یعنی این تغییر شکل در یک یا چند ناحیه از بدن اتفاق افتاده)، در پرونده جکسون، پنج منطقه آسیب دیده وجود داشت.
اندکی پس از مرگ جکسون، لوله‌های بنوکین و هیدروکینون در خانه جکسون پیدا شد که هر دو کرم سفید کننده پوست هستند و برای بزرگسالانی که بیش از ۵۰٪ بدنشان را ویتیلیگو اشباع کرده تجویز می‌شود تا رنگدانه‌های باقی مانده را بی‌رنگ کرده تا پوست یکدست شود، این بیماری باعث ایجاد حساسیت دائمی و شدید در برابر خورشید می‌شود.
ترکیب صورت مایکل جکسون در طول عمرش بسیار تغییر کرد. چند جراح نظر داده بودند که مایکل در اواسط دههٔ ۹۰ (۳۷ سالگی مایکل) چند عمل جراحی بینی، پیشانی، چانه، لب و یک جراحی گونه را پشت سر گذاشته بود.
مطابق گفتهٔ خبرنگار و زندگی‌نامه‌نویس، جی. رندی تارابورلی، جکسون در مجموع چهار عمل جراحی بینی به علاوه دو عمل ثانویه (عمل تکمیلی جراحی زیبایی بینی) انجام داده‌است.
جکسون اولین عمل جراحی‌اش را پس از شکسته شدن بینی‌اش در انجام تمرینات سخت رقص در سال ۱۹۷۹ (۲۱ سالگی مایکل) انجام داد اما عمل او موفق آمیز نبود و او نمی‌توانست به خوبی نفس بکشد؛ به همین دلیل جراحی دوم بینی را در سال ۱۹۸۰ انجام داد. جکسون سه سال بعد یک عمل رینوپلاستی و چهارمین عمل ترمیمی بینی را در سال ۱۹۸۶ انجام داد.
اما کاترین، مادر مایکل جکسون در مصاحبه‌ای بعد از درگذشت مایکل گفت که پسرش عمل اول بینی‌اش را از روی عمد انجام داد. خود مایکل نیز نوع عمل اول بینی‌اش را زیبایی اعلام کرده‌است. در کتاب مون‌واک (انتشار: ۱۹۸۸) توضیح داد که علاوه بر ۲ عمل جراحی تا آن موقع، یک شکاف هم بر روی چانه‌اش انجام داده‌است.
جکسون همچنین در کتاب مون‌واک توضیح می‌دهد که علاوه بر دلایلی که در بالا ذکر شد؛ بلوغ جنسی، رژیم غذایی‌اش (جکسون یک گیاه‌خوار بود و گوشت نمی‌خورد و الکل و شراب نیز نمی‌نوشید)، تغییر نوع موهایش از کوتاه به بلند -که باعث شد صورتش کشیده به نظر برسد- و تغییر نحوهٔ نور پردازی از زمان گذشته تا حال، باعث این تغییرات در ترکیب صورت او شده‌است. او همچنین شایعهٔ عمل چشم‌هایش را نیز رد کرد.

مایکل از این که روزنامه‌ها و رسانه‌ها واقعیت را نمی‌گویند ناراحت بود و در سال ۱۹۹۵ به جی. رندی تارابورلی گفت:
چرا که نه، فقط به مردم بگو که من یه فضایی از مریخ هستم. به اونا بگو که من مرغ زنده می‌خورم و نصفه شبا رقصای جادویی می‌کنم. اونا هر چی که تو بگی باور می‌کنن، چون تو یه گزارشگری. اما اگه من، مایکل جکسون، بخوام بگم، «من یه فضایی از مریخم. مرغ زنده می‌خورم و نصفه شبا رقصای جادویی می‌کنم.»، مردم می‌گن اوه، پسر، اون مایکل جکسون خله. عقلش پاره سنگ ور می‌داره. یه حرف درست حسابی که بتونی باور کنی از دهنش بیرون نمی‌یاد.
مایکل جکسون در کتاب مون‌واک (انتشار: ۱۹۸۸) می‌نویسد:
وقتی برای اولین بار مشهور شدم، هنوز کوچک بودم و مانند تمامی بچه‌ها تپل بودم. صورتم هم خیلی گرد بود و گونه داشتم. گردی صورتم تا سال‌ها بعد با من ماند، تا زمانی که رژیم غذایی‌ام را تغییر دادم و خوردن گوشت قرمز، مرغ، گوشت خوک، ماهی و چیزهای چاق کننده را متوقف کردم. فقط می‌خواستم بهتر به نظر برسم. بهتر و سلامت‌تر زندگی کنم. به تدریج وزنم کم شد و صورتم به حالتی که الان هست، درآمد؛ و روزنامه‌ها مرا متهم می‌کردند که ظاهرم را با جراحی پلاستیک تغییر داده‌ام. گذشته از جراحی بینی، که من آزادانه تأیید کردم که انجامش داده‌ام. همانند بسیاری از خواننده‌ها و بازیگران. [اما] آن‌ها یکی از عکس‌های قدیمی‌ام را که مربوط به دوران بلوغ یا دبیرستانم بود، انتخاب می‌کردند و آن را با یکی از عکس‌های جدیدم مقایسه می‌کردند. در عکس قدیمی، صورتم گرد و تپل بود و موهای آفریقایی داشتم و نورپردازی عکس هم خیلی بد بود. عکس جدید، صورت یک فرد بسیار بزرگ‌تر و بالغ را نشان می‌داد. مدل موهایم فرق کرده بود و بینی‌ام را هم عمل کرده بودم. همچنین، نورپردازی عکس‌ها هم با گذشت زمان عالی شده بود. اینطور مقایسه کردن‌ها واقعأ منصفانه نیست. من هرگز گونه‌ها یا چشمانم را تغییر نداده‌ام. لب‌هایم را نازک نکرده‌ام و هیچگونه عمل جراحی روی پوستم نداشته‌ام. تمام این اتهامات مضحک است. اگر حقیقت داشت، می‌گفتم. اما حقیقت ندارند. من دوبار بینی‌ام را عمل کردم و به‌تازگی یک شکاف در چانه‌ام ایجاد کرده‌ام [که امروزه به عنوان جراحی پلاستیک، محسوب نمی‌شود]. ولی تمامش همین است. من به چیزهایی که دیگران می‌گویند، اهمیت نمی‌دهم. این صورت خودم است و خودم می‌دانم [بر روی آنچه کرده‌ام].
اما با این وجود، وقتی در سال ۱۹۹۰ (۳۲ سالگی مایکل) بحث‌ها بر سر این که آیا مایکل بر روی صورت خود اعمال جراحی انجام داده‌است یا خیر؛ چند تن از افرادی که با او همکار بوده‌اند یا رابطهٔ دوستی داشتند بر این عقیده بودند که مایکل چندین عمل جراحی زیبایی را تا آن سال انجام داده‌است.
همچنین گزارش‌های رسانه ای اظهار داشتند که کالبد شکافی جکسون، یک محل زخم در دو طرف بینی، یک جای زخم در پشت هر دو گوش و دو زخم بر روی گردن او (که احتمالاً ناشی از جراحی زیبایی بوده)، به علاوه خال کوبی‌های زیبایی در ابرو، اطراف چشم، لب‌ها و در خطوط رویش مو در پوست سر را گزارش کرده‌است. (یکی از عوارض بیماری لوپوس ریزش مو می‌باشد و به همین دلیل جکسون ناچار به خالکوبی شده‌است)

## سلامتی روانی
مایکل جکسون و بعضی از برادرانش می‌گویند که از دوران کودکی توسط پدرشان مورد تنبیه قرار می‌گرفتند. جوزف جکسون مایکل را به خاطر ظاهرش مسخره می‌کرد و از اصطلاحاتی نظیر «دماغ گنده» استفاده می‌کرد. به گفته مایکل او حتی از خشونت فیزیکی نیز استفاده می‌کرد. به گفتهٔ یکی از برادران مایکل، پدرشان یک بار مایکل را از یک پا و به صورت برعکس آویزان کرد و او را کتک زد. همچنین جوزف اکثر اوقات برای تنبیه پسرانش، آن‌ها را یا پرت می‌کرد یا به دیوار می‌کوبید. یک شب که مایکل خوابیده بود، پدرش از پنجره وارد اتاقش می‌شود و در حالی که ماسکی ترسناک بر روی صورت داشت با فریاد وارد اتاق می‌شود. این اتفاق تأثیر بسیار بدی بر مایکل گذاشت و او تا مدت‌ها کابوس می‌دید و در هنگام خواب جیغ می‌کشید. بعدها جوزف برای توجیه این کارش گفت که برای این که به مایکل بیاموزد که وقتی خواب است پنجرهٔ اتاقش را ببندد، این کار را انجام داده بود.
مایکل هم در جواب به تنبیه‌های پدرش عکس‌العمل نشان می‌داد. او برای اولین بار در مصاحبهٔ سال ۱۹۹۳ با اپرا دربارهٔ این موضوعات صحبت کرد. او توضیح می‌دهد که وقتی برای تفریح نداشت و اکثر مواقع باید کار می‌کرد، به همین دلیل احساس می‌کرد که کودکی‌اش از بین رفته‌است. او در اکثر مواقع در تنهایی گریه می‌کرد. او در بیشتر مصاحبه‌هایش وقتی از دوران کودکی‌اش صحبت می‌کرد، گریه‌اش می‌گرفت. در همان مصاحبه با صحبت از پدرش جکسون گفت: "مواقعی بود که او برای دیدن من می‌آمد و من بیمار می‌شدم … متاسفم … خواهش می‌کنم از من عصبانی نشوید … اما من او را دوست دارم. " در مصاحبه ای با مارتین بشیر برای مستند زندگی با مایکل جکسون در سال ۲۰۰۳ جکسون گفت که من و خواهران و برادرانم هنگام تمرین رقص همیشه عصبی بودیم زیرا جو بر روی صندلی با کمربندی در دست می‌نشست و اگر اشتباه می‌کردیم، دمار از روزگارمان درمی‌آورد و ما را تنبیه می‌کرد. من گاهی اوقات تنبیه می‌شدم اما برادرم مارلون بیشتر از همه طعم تنبیه را چشید با آنکه بسیار تلاش می‌کرد اما پدرم می‌گفت مثل مایکل انجام بده!... پدرم از کوره درمی‌رفت و من خیلی سریع بودم و او اکثر مواقع نمی‌توانست من را بگیرد اما وقتی موفق می‌شد… خدای من خیلی بد بود… من را با تمام قدرت پرت می‌کرد و به دیوار می‌کوبید. " سپس هنگامی که بشیر از وی پرسید، پدرش برای کتک زدن وی فقط از کمربند استفاده می‌کرد یا وسیله‌های دیگر، جکسون در پاسخ صورت خود را با دستانش پوشاند و با ناراحتی گفت" چرا این کار را با من می‌کنی؟" و سپس شروع به گریه کرد.
همچنین در همان سال، جو تصدیق کرد که مرتباً جکسون را به عنوان یک پسر با شلاق تنبیه می‌کرده اما او و مادر جکسون، کاترین، ادعاهای دیرینه سوءاستفاده را رد کردند و اظهار داشتند که امروزه شلاق سوء استفاده محسوب می‌شود اما در گذشته یک روش معمول برای تربیت کودکان در آن زمان به‌شمار می‌رفت.
پس از مرگ جکسون، پدر مایکل در سال ۲۰۱۰ در مصاحبه با اپرا وینفری مجدداً اذعان کرد که مایکل را با شلاق می‌زده‌است.
در سال ۲۰۰۳ که جکسون متهم به سوءاستفاده جنسی از کودکان شده بود، در طول تحقیقات جکسون توسط استن کاتز، یک متخصص بهداشت روان مورد بررسی قرار گرفت و به گفته تارابورلی، نتیجه ارزیابی انجام شده توسط کاتز این بود که از لحاظ روانی جکسون به یک کودک ده ساله تبدیل شده‌است.

## وزن و استفاده از داروها
تغییرات چهرهٔ مایکل جکسون تا قسمت زیادی بخاطر کاهش وزن شدیدش بوده‌است. در اوایل دههٔ ۸۰ میلادی، بدن جکسون بخاطر تغییر در رژیم غذایی و تمایلش برای داشتن «بدن یک رقصنده» قلمی تر شد. او در سال ۱۹۸۴ (۱۳۶۳ ه‍.ش) با از دست دادن ۹٫۱ کیلوگرم (۲۰ پوند)، وزنش را به ۴۸ کیلوگرم (۱۰۵ پوند) رساند.
او در پی اتهامات کودک آزاری سال ۱۹۹۳ دست از غذا خوردن کشید و همین امر باعث از دست دادن بیشتر وزنش شد و در چهره‌اش تأثیر بسیار گذاشت. در سال‌های بعد همین عامل سبب ایجاد کم‌آبی‌های شدید و در نتیجه بستری شدن او در بیمارستان شد.
در طول این سال‌ها، پزشکان بیمارستان‌هایی که جکسون به آنها مراجعه می‌کرد هیچ اثری از مواد مخدر در بدن مایکل پیدا نکردند.
جکسون در مصاحبه ۱۹۹۳ اظهار داشت که مصرف داروهای مسکن ضد درد را به‌طور مرتب در سال ۱۹۸۴ آغاز کرد. در ۲۴ ژانویه همان سال، جکسون در حال فیلمبرداری از تبلیغات پپسی بود که موهای وی در اثر مواد آتش‌افروز معیوب در صحنه آتش گرفت و وی دچار سوختگی درجه دو شد و در طول چند سال تحت عمل جراحی پوست سر قرار گرفت اما هرگز به‌طور کامل از آسیب دیدگی و درد مزمن این سوختگی بهبود نیافت. بنا بر گزارش‌ها، وی در ابتدا از مصرف مسکن امتناع ورزید اما در نهایت به منظور مقابله با درد شدید مجبور به استفاده شد.
اما در نوامبر ۱۹۹۳، جکسون به دلیل فشار ناشی از ادعاهای سوءاستفاده از کودک و انرژی لازم برای اجرای تور خطرناک، به‌طور فزاینده‌ای به مسکن‌ها وابسته شد و از نظر جسمی و روانی فرسوده گشت به گونه ای که حتی با وجود مسکن‌ها دیگر قادر به ادامهٔ تور نبود بر همین اساس وکلای وی گفتند که جکسون به مدت یک ماه و نیم تا دو ماه به دلیل اعتیاد به مسکن‌ها در خارج از کشور تحت درمان قرار می‌گیرد.
در ژانویه ۲۰۰۴، به گفتهٔ جی تارابولی با نزدیک شدن به دادگاه، جکسون به مورفین و دیمرول وابسته شد و به دلیل این وابستگی توسط دکتر آلفردو بومن در کلرادو تحت درمان قرار گرفت.
در مصاحبه ای با آفرودیت جونز، پاتریک تریسی، جراح زیبایی که جکسون را بین ژوئیه ۲۰۰۶ تا اوایل سال ۲۰۰۷ و همچنین اندکی قبل از مرگ وی معالجه کرد، گفت که هرگز هیچ دارویی را در خانه جکسون ندیده‌است. وی همچنین گفت که جکسون بی خوابی ندارد و هرگز از او در مورد مواد مخدر نپرسید. تریسی گفت جکسون از نظر جسمی دارای سلامتی خوبی بوده و هنگام استفاده از پروپوفول همیشه بر حضور متخصص بیهوشی اصرار داشته‌است.

## مرگ
دکتر کریستوفر راجرز از پزشکی قانونی لس‌آنجلس وضع سلامت مایکل پیش از مرگ را برای یک مرد میانسال، «عالی» توصیف کرد و گفت که قلب وی کاملاً سالم بوده‌است. همچنین وزن مایکل در زمان مرگ ۱۳۶ پوند (۶۱٫۷ کیلوگرم) بود که به گفتهٔ دکتر راجرز برای فردی با قد ۵ فوت و ۹ اینچ (۱۷۵ سانتی‌متر) و در سن مایکل جکسون، طبیعی بود.
به گفتهٔ چریلین لی، (پرستاری که به جکسون مشورت پزشکی می‌داد) در ۲۱ ژوئن ۲۰۰۹ از سمت یکی دستیارهای کارمندان جکسون تماسی ناخوشایند دریافت کرد. دستیار گزارش داد که جکسون احساس بیماری کرده‌است و یک طرف بدن او گرم، طرف دیگر بدن سرد است. لی معتقد بود که کسی به او چیزی داده‌است که بر سیستم عصبی مرکزی او تأثیر می‌گذارد. او به دستیار توصیه کرد که وی را به بیمارستان منتقل کند.
پس از مرگ جکسون، گزارش کالبد شکافی نشان داد که قلب وی قوی و برای یک مرد ۵۰ ساله «نسبتاً سالم» بود. براساس گزارش بی‌بی‌سی، وزن وی در حد قابل قبولی بود، اما جکسون از آسیب ریه و کمی آرتروز رنج می‌برد. این سند نشان می‌دهد که جدی‌ترین مشکل سلامتی جکسون التهاب مزمن ریه‌های وی بود، اما این مسئله به اندازه کافی جدی نبود تا بتواند عاملی برای مرگ وی باشد. در نتیجه هیچگونه مشکل جسمی وجود نداشت تا توانایی جکسون برای اجرای کنسرت را محدود کند.
همچنین شایعه شده بود که مایکل در زمان حیاتش و به خصوص سال‌های قبل از مرگش به مواد مخدری از قبیل دمرول، مورفین، حشیش و کوکایین و همچنین قرص‌های ضد افسردگی و مشروبات الکلی معتاد شده‌است؛ اما در آزمایش سم‌شناسی و کالبدشکافی پزشکی قانونی که بعد از مرگ مایکل منتشر شد، هیچ‌کدام از این مواد در بدن او پیدا نشد و تنها چند داروی خواب‌آور و داروی بیهوشی قوی به نام «پروپوفول» در بدن او یافت شد.